# Brynica Mokra
Brynica Mokra is een plaats in het Poolse district  Jędrzejowski, woiwodschap Święty Krzyż. De plaats maakt deel uit van de gemeente Nagłowice en telt 230 inwoners.